# سان بنينو كانافيز
سان بنينو كانافيز (بييمونتي: سان باليجن) هي بلدية في مدينة تورينو في المنطقة الإيطالية بيدمونت، وتقع حوالي 20 كم شمال شرق تورينو، التي يحدها نهرا مالون وأوركو.

## المعالم السياحية الرئيسية
- دير فروتواريا (تأسس عام 1003). من الصرح الرومانسكي الأصلي، لم يبق اليوم سوى برج الجرس.
- تعتبر فيسفساء جريفونز من أبرز الأمثلة على فن الفسيفساء في بيدمونت.

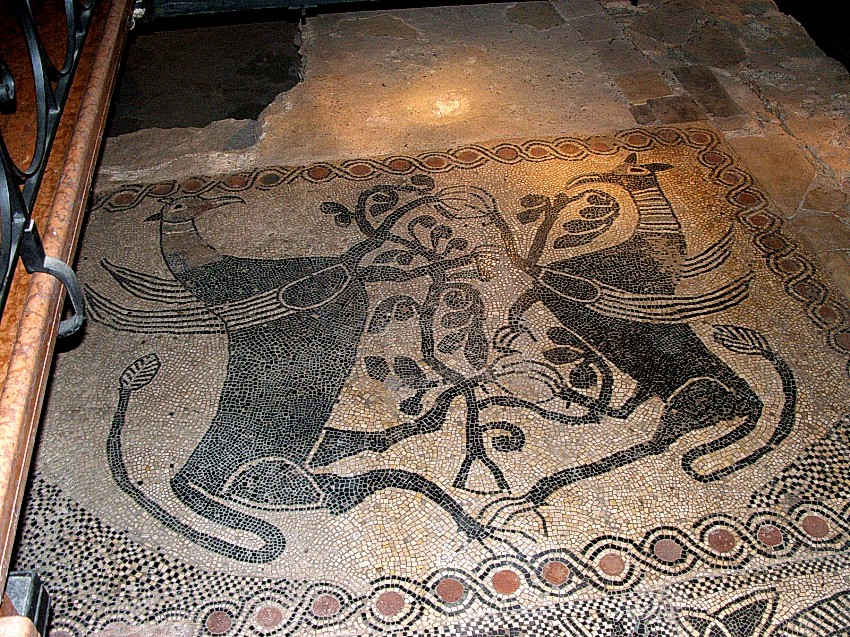
فسيفساء جريفونس

- ريكيتو («المتجر المحصن»، القرن الخامس عشر)، والذي يمكن رؤية بواباته الثلاثة وبرج الزاوية اليوم.
- محطة سكة حديد سان بينينو كانافيزي

## روابط خارجية
- الموقع الرسمي نسخة محفوظة 7 مايو 2006 على موقع واي باك مشين.